# Gland
Glandul (lat. gland  - „ghindă”) reprezintă extremitatea anterioare a aparatului erectil feminin și masculin. Glandul este amplasat în vârful clitorisului, la femei, sau al penisului, la bărbați. Este cea mai sensibilă regiune erogenă, capabilă să inducă orgasmul. 

## Anatomie

### Glandul clitoridian
Glandul clitorisului (cunoscut ca lindic) este o formațiune conică situat în partea anterioară a vulvei și se află în locul unirii a buzelor vaginale mici care formează repliuri tegumentare care îl înconjoară. Glandul feminin are formă rotunjită, ușor bombată, alcătuit din corpi cavernoși. Rădăcinile clitoridiene, care aderă de oasele ischio-pubiene și unindu-se la marginea inferioară a simfizei pubiene formează corpul clitorisului. După un scurt traiect, corpul clitorisului se îndreaptă în jos și înapoi, și se termină prin gland. Glandul conține numeroși corpusculi ai voluptății (receptori nervoși ale plăcerii sexuale). Clitorisul este înconjurat de ramificațiile anterioare al labiilor mici, bogat inervate. Deasupra, glandului clitorisului este acoperit de prepuț, iar dedesubt se află frâul clitoridian. Conform studiilor, lungimea medie glandului clitorisului constituie 16,0 mm (+/-4,3), diametrul mediu fiind de 3,4 mm (+/-1,0).. Totuși, dimensiunile glandului și forma acestuia variază multă le fiecare femeie.

### Glandul penian
Glandul penisului formează extremitatea liberă a corpului penian. În interiorul glandului pătrund vârfurile unite ale corpilor cavernoși ale penisului. Glandul  are formă aproximativ conică diferențiind: un vârf și o bază. În vârf se găsește orificiul uretral extern: despicătură sagitală, lungă de 5-6 mm. Baza glandului care poartă denumirea de coroana glandului, este mai dilatată decât extremitatea corpului penisului și este separată de aceasta printr-un șanț, numit șanțul balanoprepuțial. Coroana glandului este tăiată oblic, având un relief mai accentuat pe partea dorsală decât pe cea uretrală a penisului.